# James Patterson
Pour les articles homonymes, voir Patterson.
Ne pas confondre avec l'acteur américain James Patterson (1932-1972).
Œuvres principales
- Série Alex Cross
- Série Le Women Murder Club
- Série Michael Bennett
- Série Maximum Ride
- Série Jack Morgan

 (mars 2020).
Si vous disposez d'ouvrages ou d'articles de référence ou si vous connaissez des sites web de qualité traitant du thème abordé ici, merci de compléter l'article en donnant les références utiles à sa vérifiabilité et en les liant à la section « Notes et références ».
James Patterson, né le 22 mars 1947 à Newburgh dans l'État de New York, est un écrivain américain.

## Biographie
James Brendan Patterson, Jr. est le fils de Charles Patterson et Isabelle Morris, après ses études secondaires, il fait ses études universitaires au Manhattan College, où il obtient son baccalauréat universitaire de littérature anglaise en 1969, puis il est admis à l'Université Vanderbilt où il soutient avec succès son Master of Arts en 1970.
Il est publicitaire de profession, travaillant chez J. Walter Thompson jusqu'en 1996. Il démissionne pour se consacrer à la littérature. Il avait commencé à écrire deux décennies plus tôt, publiant son premier roman, The Thomas Berryman Number chez Little, Brown and Company, après avoir été refusé par 31 éditeurs. En 1993, il accède pour la première fois à la liste des meilleures ventes de roman du New York Times. Porté sur le marketing, il fait des spots télévisés pour promouvoir ses ouvrages. En 1996, il propose à son éditeur de publier plusieurs titres par an, d'abord réticent, de peur de voir chuter ses ventes. Il reconnaît ne pas avoir rédigé lui-même bon nombre de ses ouvrages, se bornant à fournir un synopsis à une équipe de rédacteurs formés à rédiger selon ses directives, qui se chargent de la rédaction,.
Le personnage principal de ses romans est l'inspecteur Alex Cross, dont le rôle fut interprété par Morgan Freeman dans les adaptations cinématographiques Le Collectionneur (Kiss the Girls) et Le Masque de l'araignée (Along Came a Spider). Tyler Perry reprend le rôle en 2012 dans le film Alex Cross.
Lindsay Boxer est son second personnage principal. Elle est l'héroïne des romans la mettant en scène avec son groupe, « Le Murder Club », où elle est avec trois de ses amies : Jill, Cindy et Claire. Cette série de romans est adaptée dans la série télévisée Women's Murder Club.
James Patterson vit à Palm Beach, en Floride.
En août 2012, le magazine américain Forbes le classe comme « écrivain le mieux payé au monde » avec 94 millions de dollars de revenu annuel.
Il fait une courte apparition dans l'épisode 14 de la saison 18 de la série Les Simpson. D'ailleurs, Marge lit l'un de ses livres, Et tombent les filles, au début de l'épisode.
James Patterson, ainsi que les autres écrivains et scénaristes Stephen J. Cannell, Dennis Lehane et Michael Connelly, apparaissent aussi à plusieurs reprises dans leur propre rôle dans la série Castle, lors de séquences présentant des parties de poker jouées avec Richard Castle, ainsi présenté comme le pair de ces auteurs bien réels, et avec qui ils discutent des affaires en cours.
James Patterson est le premier romancier à franchir la barre du million de livres numériques vendus, en juillet 2010, puis des deux millions fin octobre 2010 et finalement des trois millions en juin 2011. Il précise à ce sujet : « Avec de plus en plus de personnes qui lisent sur iPads, Kindles et Nooks, prendre le temps de créer une version ebook qui soit intéressante, conviviale et plus attrayante devient de plus en plus important. ».
En 2016, après avoir publié douze livres pour adultes et pour enfants, ses romans lui rapportent 269 millions de dollars. En parallèle, il poursuit un combat en faveur de la lecture ; il a envoyé ses propres livres à des écoles ou à des soldats américains en poste à l'étranger. En 2014, il a fait don d'un million de dollars à des libraires indépendants et 1,75 million à des bibliothèques scolaires.

## Œuvres

### Littérature adulte

#### UniversAlex Cross

##### SérieAlex Cross
1. Le Masque de l'araignée, Jean-Claude Lattès, 1993 ((en) Along Came a Spider, 1993)
2. Et tombent les filles, Jean-Claude Lattès, 1995 ((en) Kiss the Girls, 1995)
3. Jack et Jill, Jean-Claude Lattès, 1997 ((en) Jack & Jill, 1996)
4. Au chat et à la souris, Jean-Claude Lattès, 1999 ((en) Cat and Mouse, 1997)
5. Le Jeu du furet, Jean-Claude Lattès, 2001 ((en) Pop Goes the Weasel, 1999)
6. Rouges sont les roses, Jean-Claude Lattès, 2002 ((en) Roses Are Red, 2000)
7. Noires sont les violettes, Jean-Claude Lattès, 2004 ((en) Violets Are Blue, 2001)
8. Quatre souris vertes, Jean-Claude Lattès, 2005 ((en) Four Blind Mice, 2002)
9. Grand méchant loup, Jean-Claude Lattès, 2006 ((en) The Big Bad Wolf, 2003)
10. Sur le pont du loup, Jean-Claude Lattès, 2007 ((en) London Bridges, 2004)
11. Des nouvelles de Mary, Jean-Claude Lattès, 2008 ((en) Mary, Mary, 2005)
12. La Lame du boucher, Jean-Claude Lattès, 2010 ((en) Cross, 2006)
13. En votre honneur, Jean-Claude Lattès, 2011 ((en) Double Cross, 2007)
14. La Piste du tigre, Jean-Claude Lattès, 2012 ((en) Cross Country, 2008)
15. (en) Alex Cross's Trial, 2009Écrit avec Richard DiLallo (en).
16. Moi, Alex Cross, Jean-Claude Lattès, 2013 ((en) I, Alex Cross, 2009)
17. Tirs croisés, Jean-Claude Lattès, 2014 ((en) Cross Fire, 2010)
18. Tuer Alex Cross, Jean-Claude Lattès, 2015 ((en) Kill Alex Cross, 2011)
19. (en) Merry Christmas, Alex Cross, 2012
20. Cours, Alex Cross, Jean-Claude Lattès, 2016 ((en) Alex Cross, Run, 2013)
21. Cross, cœur de cible, Jean-Claude Lattès, 2017 ((en) Cross My Heart, 2013)
22. Dernière chance pour Alex Cross, Jean-Claude Lattès, 2019 ((en) Hope to Die, 2014)
23. Justice pour Cross, Jean-Claude Lattès, 2020 ((en) Cross Justice, 2015)
24. Alex Cross va trop loin, Jean-Claude Lattès, 2021 ((en) Cross The Line, 2016)

- Cross Kill, Le Livre de poche, 2017 ((en) Cross Kill, 2016)Disponible en français uniquement sous format électronique
- Inspecteur Cross, Le Livre de poche, 2017 ((en) Detective Cross, 2017)Disponible en français uniquement sous format électronique

1. Alex Cross seul contre tous, Jean-Claude Lattès, 2022 ((en) The People vs. Alex Cross, 2017)
2. Cible : Alex Cross, Jean-Claude Lattès, 2023 ((en) Target: Alex Cross, 2018)
3. Criss Cross, Jean-Claude Lattès, 2024 ((en) Criss Cross, 2019), trad. Béatrice Roudet-Marçu, 320 p.  (ISBN 978-2-7096-6537-7)
4. (en) Deadly Cross, 2020
5. (en) Fear No Evil, 2021
6. (en) Triple Cross, 2022
7. (en) Cross Down, 2023
8. (en) Alex Cross Must Die, 2024

- Alex Cross, Le Livre de poche, 2020Contient les tomes 1 à 5

##### SérieAli Cross
1. (en) Ali Cross, 2019
2. (en) Like Father Like Son, 2021
3. (en) The Secret Detective, 2022

#### SérieLe Women Murder Club
1. Premier à mourir, Jean-Claude Lattès, 2003 ((en) 1st to Die, 2001)Édité par France Loisirs sous le titre Le Premier qui meurt...
2. Deuxième Chance, Jean-Claude Lattès, 2004 ((en) 2nd Chance, 2002)Écrit avec Andrew Gross.
3. Terreur au troisième degré, Jean-Claude Lattès, 2005 ((en) 3rd Degree, 2004)Écrit avec Andrew Gross.
4. Quatre fers au feu, Jean-Claude Lattès, 2006 ((en) 4th of July, 2005)Écrit avec Maxine Paetro (en).
5. Le Cinquième Ange de la mort, Jean-Claude Lattès, 2007 ((en) The 5th Horseman, 2006)Écrit avec Maxine Paetro (en).
6. La Sixième Cible, Jean-Claude Lattès, 2008 ((en) The 6th Target, 2007)Écrit avec Maxine Paetro (en).
7. Le Septième Ciel, Jean-Claude Lattès, 2009 ((en) 7th Heaven, 2008)Écrit avec Maxine Paetro (en).
8. La Huitième Confession, Jean-Claude Lattès, 2010 ((en) 8th Confession, 2009)Écrit avec Maxine Paetro (en).
9. Le Neuvième Jugement, Jean-Claude Lattès, 2011 ((en) The 9th Judgment, 2010)Écrit avec Maxine Paetro (en).
10. Dixième Anniversaire, Jean-Claude Lattès, 2012 ((en) 10th Anniversary, 2011)Écrit avec Maxine Paetro (en).
11. La onzième et dernière heure, Jean-Claude Lattès, 2013 ((en) 11th Hour, 2012)Écrit avec Maxine Paetro (en).
12. Douze coups pour rien, Jean-Claude Lattès, 2014 ((en) 12th of Never, 2012)Écrit avec Maxine Paetro (en).
13. Treizième Malédiction, Jean-Claude Lattès, 2015 ((en) Unlucky 13, 2014)Écrit avec Maxine Paetro (en).
14. Quatorzième Péché mortel, Jean-Claude Lattès, 2016 ((en) 14th Deadly Sin, 2015)Écrit avec Maxine Paetro (en).

- Procès mortel, Le Livre de poche, 2017 ((en) The Trial, 2016)Écrit avec Maxine Paetro (en). Disponible en français uniquement sous format électronique

1. Quinzième Affaire, Jean-Claude Lattès, 2017 ((en) 15th Affair, 2016)Écrit avec Maxine Paetro (en).
2. La Seizième Séduction, Jean-Claude Lattès, 2018 ((en) 16th Seduction, 2017)Écrit avec Maxine Paetro (en).

- Le Médecin légiste, Le Livre de poche, 2017 ((en) The Medical Examiner, 2017)Écrit avec Maxine Paetro (en). Disponible en français uniquement sous format électronique

1. Dix-septième Suspect, Jean-Claude Lattès, 2019 ((en) 17th Suspect, 2018)Écrit avec Maxine Paetro (en).
2. Dix-huitième Rapt, Jean-Claude Lattès, 2021 ((en) 18th Abduction, 2019)Écrit avec Maxine Paetro (en).
3. Le Dix-neuvième Noël, Jean-Claude Lattès, 2022 ((en) 19th Christmas, 2019)Écrit avec Maxine Paetro (en).
4. La Vingtième Victime, Jean-Claude Lattès, 2023 ((en) 20th Victim, 2020), trad. Carole Delporte, 400 p.  (ISBN 978-2-7096-7135-4)Écrit avec Maxine Paetro (en).
5. Vingt et unième Anniversaire, Jean-Claude Lattès, 2024 ((en) 21st Birthday, 2021), trad. Carole Delporte, 368 p.  (ISBN 978-2-7096-7136-1)Écrit avec Maxine Paetro (en).
6. Vingt-deux secondes, Jean-Claude Lattès, 2025 ((en) 22 Seconds, 2022), 350 p.  (ISBN 978-2-7096-7380-8)Écrit avec Maxine Paetro (en). À paraître le 5 novembre 2025
7. (en) The 23rd Midnight, 2023Écrit avec Maxine Paetro (en).

- (en) 23 1/2 Lies, 2023Écrit avec Maxine Paetro (en), Andrew Bourelle et Loren D. Estleman.

1. (en) The 24th Hour, 2024Écrit avec Maxine Paetro (en).
2. (en) Alive, 2025Écrit avec Maxine Paetro (en).

#### SérieMichael Bennett
1. Crise d'otages, L'Archipel, 2008 ((en) Step on a Crack, 2007)Écrit avec Michael Ledwidge (en).
2. Une ombre sur la ville, L'Archipel, 2010 ((en) Run for Your Life, 2009)Écrit avec Michael Ledwidge (en).
3. Dans le pire des cas, L'Archipel, 2013 ((en) Worst Case, 2010)Écrit avec Michael Ledwidge (en).
4. Copycat, L'Archipel, 2012 ((en) Tick Tock, 2011)Écrit avec Michael Ledwidge (en).
5. Moi, Michael Bennett, L'Archipel, 2014 ((en) I, Michael Bennett, 2012)Écrit avec Michael Ledwidge (en).
6. Le Sang de mon ennemi, L'Archipel, 2015 ((en) Gone, 2013)Écrit avec Michael Ledwidge (en).
7. (en) Burn, 2014Écrit avec Michael Ledwidge (en).
8. (en) Alert, 2015Écrit avec Michael Ledwidge (en).
9. (en) Bullseye, 2016Écrit avec Michael Ledwidge (en).

- Chasse à l'homme, Le Livre de poche, 2017 ((en) Chase, 2017)Écrit avec Michael Ledwidge (en). Disponible en français uniquement sous format électronique

1. (en) Haunted, 2017Écrit avec James O. Born (en).

- (en) Manhunt, 2017Écrit avec James O. Born (en). Disponible uniquement sous format électronique

1. (en) Ambush, 2018Écrit avec James O. Born (en).
2. (en) Blindside, 2020Écrit avec James O. Born (en).
3. (en) The Russian, 2021Écrit avec James O. Born (en).
4. (en) Shattered, 2022Écrit avec James O. Born (en).
5. (en) Obsessed, 2023Écrit avec James O. Born (en).
6. (en) Crosshairs, 2024Écrit avec James O. Born (en).
7. (en) Paranoia, 2025Écrit avec James O. Born (en).

#### SériePrivate
1. Private Los Angeles, L'Archipel, 2011 ((en) Private, 2010)Écrit avec Maxine Paetro (en).
2. Private Londres, L'Archipel, 2012 ((en) Private London, 2011)Écrit avec Mark Pearson.
3. (en) Private: #1 Suspect, 2012Écrit avec Maxine Paetro (en).
4. (en) Private Games, 2012Écrit avec Mark T. Sullivan (en).
5. (en) Private Berlin, 2013Écrit avec Mark T. Sullivan (en).
6. (en) Private L.A., 2013Écrit avec Mark T. Sullivan (en).
7. (en) Private Down Under, 2013Écrit avec Michael White (en).
8. (en) Private India: City on Fire, 2014Écrit avec Ashwin Sanghi (en).
9. (en) Private Vegas, 2015Écrit avec Maxine Paetro (en).
10. (en) Private Sydney, 2016Écrit avec Kathryn Fox (en).
11. (en) Private Paris, 2016Écrit avec Mark T. Sullivan (en).
12. Menace sur Rio, L'Archipel, 2016 ((en) Private Rio, 2016)Écrit avec Mark T. Sullivan (en).

- Affaires privées - Famille royale, Le Livre de Poche, 2018 ((en) Private Royal, 2016)Écrit avec Rees Jones (en). Disponible en français uniquement sous format électronique

1. (en) Private Delhi, 2017Écrit avec Ashwin Sanghi (en).

- Enquêtes privées : L'Or de Johannesburg, Le Livre de Poche, 2018 ((en) Private Gold, 2017)Écrit avec Jassy MacKenzie (en). Disponible en français uniquement sous format électronique

1. (en) Private Princess, 2018Écrit avec Rees Jones.
2. (en) Private Moscow, 2020Écrit avec Adam Hamdy (en).
3. (en) Missing Persons, 2021Écrit avec Adam Hamdy (en).
4. (en) Private Beijing, 2022Écrit avec Adam Hamdy (en).
5. (en) Private Rome, 2023Écrit avec Adam Hamdy (en).
6. (en) Private Monaco, 2024Écrit avec Adam Hamdy (en).

#### SérieNYPD Red
1. Tapis rouge, L'Archipel, 2014 ((en) NYPD Red, 2012), trad. Philippine VoltarinoÉcrit avec Marshall Karp.
2. Lune pourpre, L'Archipel, 2015 ((en) NYPD Red 2, 2014), trad. Nicolas Porret-BlancÉcrit avec Marshall Karp.
3. Lettres de sang, L'Archipel, 2018 ((en) NYPD Red 3, 2015), trad. Sebastian DanchinÉcrit avec Marshall Karp.
4. Diamants de sang, L'Archipel, 2021 ((en) NYPD Red 4, 2016), trad. Antoine GuillemainÉcrit avec Marshall Karp.
5. Alerte rouge, L'Archipel, 2020 ((en) NYPD Red 5, 2018), trad. Sebastian DanchinÉcrit avec Marshall Karp.
6. Noces sanglantes, L'Archipel, 2022 ((en) NYPD Red 6, 2020), trad. Philippe ReillyÉcrit avec Marshall Karp.

#### SérieMiracle on the 17th Green
1. (en) Miracle on the 17th Green, 1996Écrit avec Peter de Jonge (en).
2. (en) Miracle At Augusta, 2015Écrit avec Peter de Jonge (en).
3. (en) Miracle at St. Andrews, 2019Écrit avec Peter de Jonge (en).

#### SérieSouffle le vent
1. Souffle le vent, Jean-Claude Lattès, 2000 ((en) When the Wind Blows, 1998)
2. La Maison au bord du lac, L'Archipel, 2005 ((en) The Lake House, 2003)

#### SérieHoneymoon
1. Lune de miel, France Loisirs, 2004 ((en) Honeymoon, 2005)Écrit avec Howard Roughan (bg).
2. Un si beau soleil pour mourir, L'Archipel, 2015 ((en) Second Honeymoon, 2013)Écrit avec Howard Roughan (bg).

#### SérieInvisible
1. Invisible, L'Archipel, 2016 ((en) Invisible, 2014)  (ISBN 978-2-8098-1798-0)Écrit avec David Ellis.
2. Insoluble, L'Archipel, 2022 ((en) Unsolved, 2019)  (ISBN 978-2-8098-4308-8)Écrit avec David Ellis.

#### SérieDétective Harriet Blue
1. Plus jamais, L'Archipel, 2019 ((en) Never Never, 2016)Écrit avec Candice Fox.
2. Pile ou Face, L'Archipel, 2020 ((en) Fifty Fifty, 2017)Écrit avec Candice Fox.
3. Tu mens ? Tu meurs !, L'Archipel, 2021 ((en) Liar Liar, 2018)Écrit avec Candice Fox.
4. (en) Hush Hush, 2020Écrit avec Candice Fox.

#### SérieCrazy House
1. (en) Crazy House, 2017Écrit avec Gabrielle Charbonnet.
2. (en) Fall of Crazy House, 2018Écrit avec Gabrielle Charbonnet.

#### SérieInstinct
1. Jeu de massacres, L'Archipel, 2019 ((en) Murder Games, 2017)Écrit avec Howard Roughan (bg). Réédité en langue originale en 2018 sous le titre Instinct puis en langue française en 2020 par L'Archipel sous le titre Instinct
2. Instinct de sang, L'Archipel, 2023 ((en) Killer Instinct, 2019), trad. Olivier Philipponnat, 336 p.  (ISBN 978-2-8098-4536-5)Écrit avec Howard Roughan (bg).
3. (en) Steal, 2022Écrit avec Howard Roughan (bg).

#### SérieRory Yates
1. (en) Texas Ranger, 2018Écrit avec Andrew Bourelle.
2. (en) Texas Outlaw, 2020Écrit avec Andrew Bourelle.

#### SérieBilly Harney
0,5. (en) The Coldest Case, 2021
1. (en) The Black Book, 2017Écrit avec David Ellis.
2. (en) The Red Book, 2021Écrit avec David Ellis.
3. (en) Escape, 2022Écrit avec David Ellis.

#### SérieZoo
1. Zoo, L'Archipel, 2013 ((en) Zoo, 2012)Écrit avec Michael Ledwidge (en).
2. Zoo 2, Le Livre de poche, 2017 ((en) Zoo, 2016)Écrit avec Max DiLallo. Disponible en français uniquement sous format électronique

#### SérieUne enquête de l'inspecteur Luc Moncrief
1. French Kiss, Le Livre de poche, 2017 ((en) French Kiss, 2016)Écrit avec Richard DiLallo (en). Disponible en français uniquement sous format électronique
2. Le Mystère de Noël, Le Livre de poche, 2017 ((en) The Christmas Mystery, 2016)Écrit avec Richard DiLallo (en). Disponible en français uniquement sous format électronique
3. French Twist, Le Livre de poche, 2017 ((en) French Twist, 2017)Écrit avec Richard DiLallo (en). Disponible en français uniquement sous format électronique

#### SérieDavid Shelley
0,5. La Proie, Le Livre de poche, 2018 ((en) Hunted, 2016)Écrit avec Andrew Holmes. Disponible en français uniquement sous format électronique
1. (en) Revenge, 2018Écrit avec Andrew Holmes.

#### SérieCaleb Rooney
0,5. (en) Killer Chef, 2016Écrit avec Jeffrey J. Keyes.
1. (en) The Chef, 2019Écrit avec Max DiLallo.

#### SérieAmy Cornwall
1. (en) The Cornwalls Are Gone, 2019Écrit avec Brendan DuBois.
2. (en) Countdown, 2023Écrit avec Brendan DuBois.

#### SérieShadow
1. (en) The Shadow, 2021Écrit avec Brian Sitts.
2. (en) Circle of Death, 2023Écrit avec Brian Sitts.

#### SérieThe House of Wolfves
0,5. (en) Fear of Wolf, 2022Écrit avec Mike Lupica.
1. (en) The House of Wolves, 2023Écrit avec Mike Lupica.

#### SérieHolmes, Marple & Poe
1. (en) Holmes, Marple & Poe, 2024Écrit avec Brian Sitts.

#### Romans indépendants
- (en) The Thomas Berryman Number, 1976
- L'Été des machettes, Fleuve noir, 2004 ((en) Season of the Machete, 1977)
- (en) See How They Run, or The Jericho Commandment, 1979
- La Dernière Prophétie, L'Archipel, 2001 ((en) Virgin, or Cradle and All, 2000)
- Vendredi noir, Fleuve noir, 2003 ((en) Black Market, 1986)Réédité en version originale sous le titre Black Friday en 1986 puis en version française sous le même titre en 2017
- Celui qui dansait sur les tombes, Fleuve noir, 2002 ((en) The Midnight Club, 1988)
- La Diabolique, Jean-Claude Lattès, 1998 ((en) Hide & Seek, 1996)
- Pour toi, Nicolas, L'Archipel, 2004 ((en) Suzanne's Diary for Nicholas, 2001)
- Beach House, Jean-Claude Lattès, 2003 ((en) The Beach House, 2002)Écrit avec Peter de Jonge (en).
- (en) The Jester, 2003Écrit avec Andrew Gross.
- L'amour ne meurt jamais, L'Archipel, 2006 ((en) Sam's Letters to Jennifer, 2004)
- Garde rapprochée, L'Archipel, 2007 ((en) Lifeguard, 2005)Écrit avec Andrew Gross.
- (en) Beach Road, 2006Écrit avec Peter de Jonge (en).
- Promesse de sang, L'Archipel, 2008 ((en) Judge and Jury, 2006)Écrit avec Andrew Gross.
- Une nuit de trop, L'Archipel, 2009 ((en) The Quickie, 2007)Écrit avec Michael Ledwidge (en).
- On t'aura prévenue, L'Archipel, 2009 ((en) You've Been Warned, 2007)Écrit avec Howard Roughan (bg).
- Dernière Escale, L'Archipel, 2010 ((en) Sail, 2008)Écrit avec Howard Roughan (bg).
- Rendez-vous chez Tiffany, L'Archipel, 2010 ((en) Sundays at Tiffany's, 2008)Écrit avec Gabrielle Charbonnet.
- Bikini, Jean-Claude Lattès, 2009 ((en) Swimsuit, 2009)Écrit avec Maxine Paetro (en).
- Œil pour œil, L'Archipel, 2012 ((en) Don't Blink, 2010)Écrit avec Howard Roughan (bg).
- Bons Baisers du tueur, L'Archipel, 2011 ((en) The Postcard Killers, 2010)Écrit avec Liza Marklund.
- (en) Bloody Valentine, 2011Écrit avec K. A. John.
- Tue-moi si tu peux, L'Archipel, 2017 ((en) Kill Me If You Can, 2011)Écrit avec Marshall Karp.
- Les Griffes du mensonge, L'Archipel, 2013 ((en) Now You See Her, 2011)Écrit avec Michael Ledwidge (en).
- (en) The Christmas Wedding, 2011Écrit avec Richard DiLallo (en).
- (en) Toys, 2011Écrit avec Neil McMahon.
- Week-end en enfer, L'Archipel, 2014 ((en) Guilty Wives, 2012)  (ISBN 978-2-8098-1548-1)Écrit avec David Ellis.
- Incontrôlable, L'Archipel, 2018 ((en) Mistress, 2013)  (ISBN 978-2-8098-2478-0)Écrit avec David Ellis.
- La Villa rouge, L'Archipel, 2017 ((en) The Murder House, 2015)  (ISBN 978-2-8098-2274-8)Écrit avec David Ellis.
- (en) Truth or Die, 2015Écrit avec Howard Roughan (bg).
- Chacun ses raisons, Hachette Jeunesse, 2018 ((en) Expelled, 2016)Écrit avec Emily Raymond.
- (en) Woman of God, 2016Écrit avec Maxine Paetro (en).
- 113 minutes, Livre de Poche, 2016 ((en) 113 minutes, 2016)Écrit avec Max DiLallo. Disponible uniquement sous format électronique
- (en) The Store, 2017Écrit avec Richard DiLallo (en).
- (en) Deadly Cargo, 2017Écrit avec Will Jordan.
- Le Père au foyer, Le Livre de Poche, 2018 ((en) The House Husband, 2017)Écrit avec Duane Swierczynski. Disponible uniquement sous format électronique
- (en) Filthy Rich: The Shocking True Story of Jeffrey Epstein, 2017Écrit avec John Connolly et Tim Malloy.
- (en) Juror #3, 2018Écrit avec Nancy Allen.
- (en) The 13-Minute Murder, 2018Écrit avec Shan Serafin (en).
- (en) The First Lady, 2018Écrit avec Brendan DuBois.
- Le Président a disparu, Jean-Claude Lattès, 2018 ((en) The President Is Missing, 2018)Écrit avec Bill Clinton.
- (en) Unbelievably Boring Bart, 2018Écrit avec Duane Swierczynski.
- L'Affaire Aaron Hernandez : Grandeur et Décadence d'une star du foot américain, Dark Side, 2025 ((en) All-American Murder: The Rise and Fall of Aaron Hernandez, the Superstar Whose Life Ended on Murderers' Row, 2018), trad. Guillaume Marlière, 336 p.  (ISBN 978-2-01-727217-5)Écrit avec Alex Abramovich et Mike Harvkey.
- (en) The Inn, 2019Écrit avec Candice Fox.
- (en) The Warning, 2019Écrit avec Robison Wells (en).
- Trois femmes disparaissent, L'Archipel, 2024 ((en) Three Women Disappear, 2020)Écrit avec Shan Serafin.
- (en) Lost, 2020Écrit avec James O. Born (en).
- La Fille du président, Jean-Claude Lattès, 2021 ((en) The President's Daughter, 2021)Écrit avec Bill Clinton.
- (en) The Shadow, 2021Écrit avec Brian Sitt.
- (en) The Noise: A Thriller, 2021Écrit avec J. D. Barker (en).
- (en) Two Sisters Detective Agency, 2021Écrit avec Candice Fox.
- Run, Rose, Run, L'Archipel, 2023 ((en) Run, Rose, Run, 2022)  (ISBN 978-2-8098-4520-4)Écrit avec Dolly Parton.
- (en) Death of the Black Widow, 2022Écrit avec J. D. Barker (en).
- (en) Blowback, 2022Écrit avec Brendan DuBois.
- (en) The Horsewoman, 2022Écrit avec Mike Lupica.
- (en) Lion & Lamb, 2023Écrit avec Duane Swierczynski.
- (en) 12 Months to Live, 2023Écrit avec Mike Lupica.
- Éruption, Robert Laffont, 2024 ((en) Eruption, 2024), trad. Renaud Morin, Christel Gaillard-Paris et Sébastien Guillot, 448 p.  (ISBN 978-2-221-27736-2)Écrit avec Michael Crichton.
- (en) Hard To Kill, 2024Écrit avec Mike Lupica.
- (en) The Writer, 2025Écrit avec J. D. Barker (en).
- Le Premier Gentleman, Jean-Claude Lattès, 2025 ((en) The First Gentleman, 2025), trad. Denyse Beaulieu et Carole Delporte, 480 p.  (ISBN 978-2-7096-7575-8)Écrit avec Bill Clinton.

#### Essais
- Qui a tué Toutankhamon ?, L'Archipel, 2011 ((en) The Murder of King Tut, 2009)Écrit avec Martin Dugard (en).

#### Biographies
- (en) Torn Apart, 2008Écrit avec Hal Friedman.
- Contre l'avis des médecins, L'Archipel, 2010 ((en) Against Medical Advice, 2008)Écrit avec Hal Friedman.
- (en) Med Head: My Knock-down, Drag-out, Drugged-up Battle with My Brai, 2010Écrit avec Hal Friedman.
- (en) The House of Kennedy, 2020Écrit avec Cynthia Fagen.
- (en) The Last Days of John Lennon, 2020Écrit avec Casey Sherman and Dave Wedge.

### Littérature adolescente

#### UniversMaximum Ride

##### SérieMax
1. Opération Angel, Hachette Jeunesse, 2008 ((en) Maximum Ride: The Angel Experiment, 2005)
2. Objectif liberté, Hachette Jeunesse, 2008 ((en) Maximum Ride: School's Out Forever, 2006)
3. Mission : Sauver le monde, Hachette Jeunesse, 2009 ((en) Maximum Ride: Saving the World and Other Extreme Sports, 2007)
4. (en) Maximum Ride: The Final Warning, 2008
5. (en) Max: A Maximum Ride Novel, 2009
6. (en) Fang: A Maximum Ride Novel, 2010
7. (en) Angel: A Maximum Ride Novel, 2011
8. (en) Nevermore: The Final Maximum Ride Novel, 2012
9. (en) Maximum Ride Forever, 2015

##### SérieHawk
1. (en) Hawk, 2020Écrit avec Gabrielle Charbonnet.
2. (en) City of the Dead, 2021Écrit avec Mindy McGinnis (en).

#### SérieDaniel X
1. (en) The Dangerous Days of Daniel X, 2008Écrit avec Michael Ledwidge (en).
2. (en) Watch the Skies, 2009Écrit avec Ned Rust.
3. (en) Demons and Druids, 2010Écrit avec Adam Sadler.
4. (en) Game Over, 2011Écrit avec Ned Rust.
5. (en) Armageddon, 2012Écrit avec Chris Grabenstein.
6. (en) Lights Out, 2015Écrit avec Chris Grabenstein.

#### SérieWitch and Wizard - Les Rebelles du nouvel ordre
1. Les Rebelles du nouvel ordre, Hachette Jeunesse, 2012 ((en) Witch and Wizard, 2009)Écrit avec Gabrielle Charbonnet.
2. Les Libérateurs, Hachette Jeunesse, 2012 ((en) The Gift, 2010)Écrit avec Ned Rust.
3. Les Résistants, Hachette Jeunesse, 2012 ((en) The Fire, 2011)Écrit avec Jill Dembowski.
4. (en) The Kiss, 2013Écrit avec Jill Dembowski.
5. (en) The Lost, 2014Écrit avec Emily Raymond.

#### SérieTeen Detective
1. (en) Confessions of a Murder Suspect, 2012Écrit avec Maxine Paetro (en).
2. (en) The Private School Murders, 2013Écrit avec Maxine Paetro (en).
3. (en) The Paris Mysteries, 2014Écrit avec Maxine Paetro (en).
4. (en) The Murder of an Angel, 2015Écrit avec Maxine Paetro (en).

#### Romans indépendants
- First Love, Hachette Jeunesse, 2016 ((en) First Love, 2014)Écrit avec Emily Raymond.
- Journal d'une toquée, Hachette Jeunesse, 2015 ((en) Homeroom Diaries, 2014)Écrit avec Lisa Papademetriou (en).
- (en) Humans, Bow Down, 2016Écrit avec Emily Raymond.
- (en) Sophia, Princess Among Beasts, 2019Écrit avec Emily Raymond.
- (en) The Girl in the Castle, 2022Écrit avec Emily Raymond.

### Littérature enfantine

#### SérieMiddle School
1. La 6e, la pire année de ma vie !, Hachette Jeunesse, 2012 ((en) The Worst Years of My Life, 2011)Écrit avec Chris Tebbetts (en).
2. La 5e, la (encore) pire année de ma vie !, Hachette Jeunesse, 2013 ((en) Get Me Out of Here, 2012)Écrit avec Chris Tebbetts (en).
3. La 6e, ma pire année à moi aussi, Hachette Jeunesse, 2014 ((en) My Brother Is a Big, Fat Liar, 2013)Écrit avec Lisa Papademetriou (en).
4. Bientôt la 4e, la pire colo de ma vie, Hachette Jeunesse, 2014 ((en) How I Survived Bullies, Broccoli, and Snake Hill, 2013)Écrit avec Chris Tebbetts (en).
5. Nos pires années collège - La Battle ultime, Hachette Jeunesse, 2015 ((en) Ultimate Showdown, 2014)Écrit avec Julia Bergen.
6. (en) How I Got Lost in London, 2014
7. Entrer en 4e, la pire épreuve de ma vie, Hachette Jeunesse, 2015 ((en) Save Rafe!, 2014)Écrit avec Chris Tebbetts (en).
8. Retour au collège, le pire endroit du monde, Hachette Jeunesse, 2016 ((en) Just My Rotten Luck, 2015)Écrit avec Chris Tebbetts (en).
9. Le collège, c'est pas si terrible, Hachette Jeunesse, 2017 ((en) Dog's Best Friend, 2016)Écrit avec Chris Tebbetts (en).
10. Le Plus Pire Voyage de ma vie, Hachette Jeunesse, 2017 ((en) Escape to Australia, 2017)Écrit avec Martin Chatterton.
11. Zéro ou héros ?, Hachette Jeunesse, 2018 ((en) From Hero to Zero, 2018)Écrit avec Chris Tebbetts (en).
12. (en) Born to Rock, 2019Écrit avec Chris Tebbetts (en).
13. (en) Master of Disaster, 2020Écrit avec Chris Tebbetts (en).
14. (en) Field Trip Fiasco, 2021Écrit avec Martin Chatterton.
15. (en) It's a Zoo in Here!, 2022Écrit avec Brian Sitts.

#### SérieJamie Grimm
1. Moi, marrant ?!, Hachette Jeunesse, 2017 ((en) I, Funny, 2012)Écrit avec Chris Grabenstein.
2. (en) I, Even Funnier, 2013Écrit avec Chris Grabenstein.
3. (en) I, Totally Funniest, 2015Écrit avec Chris Grabenstein.
4. (en) I, Funny TV, 2015Écrit avec Chris Grabenstein.
5. (en) School of Laughs, 2017Écrit avec Chris Grabenstein.
6. (en) The Nerdiest, Wimpiest, Dorkiest I Funny Ever, 2018Écrit avec Chris Grabenstein.

#### SérieChasseurs de trésors
1. Chasseurs de trésors, Hachette Jeunesse, 2014 ((en) Treasure Hunters, 2013)Écrit avec Mark Shulman (en) et Chris Grabenstein.
2. Danger sur le Nil, Hachette Jeunesse, 2015 ((en) Danger Down The Nile, 2014)Écrit avec Chris Grabenstein.
3. (en) Secret of the Forbidden City, 2015Écrit avec Chris Grabenstein.
4. (en) Peril at the Top of the World, 2016Écrit avec Chris Grabenstein.
5. (en) Quest for the City of Gold, 2017Écrit avec Chris Grabenstein.
6. (en) All-American Adventure, 2019Écrit avec Chris Grabenstein.
7. (en) The Plunder Down Under, 2020Écrit avec Chris Grabenstein.
8. (en) The Ultimate Quest, 2022Écrit avec Chris Grabenstein.

#### SérieLes Robots et moi
1. Les Robots et moi, Hachette Jeunesse, 2016 ((en) House of Robots, 2014)Écrit avec Chris Grabenstein.
2. Les robots se déchaînent, Hachette Jeunesse, 2016 ((en) Robots Go Wild!, 2015)Écrit avec Chris Grabenstein.
3. (en) Robot Revolution, 2017Écrit avec Chris Grabenstein.

#### SérieJacky Ha-Ha
1. Jacky Ha-Ha, Hachette Jeunesse, 2017 ((en) Jacky Ha-Ha, 2016)Écrit avec Chris Grabenstein.
2. (en) My Life Is a Joke, 2017Écrit avec Chris Grabenstein.

#### SérieDog Diaries
1. (en) Dog Diaries, 2018Écrit avec Steven Butler.
2. (en) Happy Howlidays!, 2018Écrit avec Steven Butler.
3. (en) Mission Impawsible, 2019Écrit avec Steven Butler.
4. (en) Curse of the Mystery Mutt, 2019Écrit avec Steven Butler.
5. (en) Ruffing It, 2021Écrit avec Steven Butler.
6. (en) Dinosaur Disaster, 2022Écrit avec Steven Butler.
7. (en) Big Top Bonanza, 2023Écrit avec Steven Butler.

#### SérieMiss Einstein
1. Miss Einstein, Hachette Jeunesse, 2019 ((en) The Genius Experiment, 2018)Écrit avec Chris Grabenstein.
2. Miss Einstein 2, Hachette Jeunesse, 2019 ((en) Rebels with a Cause, 2019)Écrit avec Chris Grabenstein.
3. (en) Saves the Future, 2020Écrit avec Chris Grabenstein.

#### SérieKatt Dogg
1. (en) Katt vs. Dogg, 2019Écrit avec Chris Grabenstein.
2. (en) Katt Loves Dogg, 2021Écrit avec Chris Grabenstein.

#### Romans indépendants
- (en) Public School Superhero, 2015Écrit avec Chris Tebbetts (en).
- Nom d'une moustache !, Hachette Jeunesse, 2019 ((en) Word of Mouse, 2016)Écrit avec Chris Grabenstein.
- (en) Laugh Out Loud, 2017Écrit avec Chris Grabenstein.
- (en) Not So Normal Norbert, 2018Écrit avec Joey Green.
- La Guerre des surnoms, Hachette Jeunesse, 2018 ((en) Pottymouth and Stoopid, 2017)Écrit avec Chris Grabenstein.
- (en) Unbelievably Boring Bart, 2018Écrit avec Duane Swierczynski.
- (en) Becoming Muhammad Ali, 2020Écrit avec Kwame Alexander.
- (en) Scaredy Cat, 2021Écrit avec Chris Grabenstein.

## Adaptations

### Au cinéma
- Le Collectionneur, un film américain réalisé par Gary Fleder et sorti en 1997, est l'adaptation du deuxième tome des aventures d'Alex Cross, Et tombent les filles. Alex Cross est interprété par Morgan Freeman.
- Le Masque de l'araignée, un film américano-germano-canadien réalisé par Lee Tamahori et sorti en 2001, est l'adaptation du premier tome des aventures d'Alex Cross, Le Masque de l'araignée. Alex Cross y est également interprété par Morgan Freeman.
- Alex Cross, un film américain réalisé par Rob Cohen et sorti en 2012, est l'adaptation du douzième tome des aventures d'Alex Cross, La Lame du boucher. Alex Cross est interprété par Tyler Perry.

### À la télévision
- Mariés à jamais, un téléfilm diffusé en 2003 et adaptant le roman Premier à mourir.
- Le Journal de Suzanne, un téléfilm diffusé en 2005 et adaptant le roman Pour toi, Nicolas.
- Women's Murder Club, une série télévisée diffusée dès 2007 et adaptant les romans de la série littéraire de même nom.
- Une illusion d'amour, un téléfilm diffusé en 2010 et adaptant le roman Rendez-vous chez Tiffany.
- Zoo, série télévisée diffusée dès 2015 et adaptant le roman du même nom.
- Instinct, série télévisée diffusée dès 2018 et adaptant le roman Jeu de massacres qui pour l'occasion a été publié à nouveau sous le titre Instinct.
- Cross, série télévisée diffusée dès 2024 et mettant en scène son personnage d'Alex Cross.